# Guldbaggen för bästa produktionsdesign
Guldbaggen för bästa produktionsdesign har delats ut sedan den 47:e galan, Guldbaggegalan 2012. Fram till och med 2021 års guldbaggegala kallades priset Bästa scenografi.
Priset föregicks av Guldbaggen för särskilda insatser, som slopades inför 2012 års gala i och med införandet av sammanlagt sju nya kategorier.

## Vinnare och nominerade
Vinnare presenteras överst i fetstil och gul färg, och övriga nominerade för samma år följer under. Året avser det år som filmerna hade premiär i Sverige, varpå de tilldelades priset på galan därefter.

### Tidiga pristagare
Den förste att guldbaggeprisas för sin scenografi var P.A. Lundgren som 1974 fick Guldbaggejuryns specialpris för scenografin till En handfull kärlek.
Guldbaggen för kreativa insatser tilldelades vid ett tillfälle en scenograf: Anna Asp prisades för året 1992.
För åren 2000 till 2010 delades Guldbaggen för bästa prestation (t.o.m. 2006) och Guldbaggen för särskilda insatser (fr.o.m. 2007), ut till filmarbetare i yrken som saknade egna kategorier, inklusive scenografer. Scenografer som prisades under dessa år inkluderar Jan Olof Ågren (2002), Anna Asp (2003), Marina Krig (2006) och Eva Norén (2008).

### 2010-talet
| År          | Film                                               | Scenograf(er)                                                                     |
| ----------- | -------------------------------------------------- | --------------------------------------------------------------------------------- |
| 2011 (47:e) | Kronjuvelerna                                      | Roger Rosenberg                                                                   |
| 2011 (47:e) | Simon och ekarna                                   | Anders Engelbrecht, Lena Selander och Folke Strömbäck                             |
| 2011 (47:e) | The Stig-Helmer Story                              | Cian Bornebusch                                                                   |
| 2012 (48:e) | Call Girl                                          | Lina Nordqvist                                                                    |
| 2012 (48:e) | Bitchkram                                          | Sandra Lindgren                                                                   |
| 2012 (48:e) | Dom över död man                                   | Peter Bävman och Pernilla Olsson                                                  |
| 2013 (49:e) | Vi är bäst!                                        | Paola Holmér och Linda Janson                                                     |
| 2013 (49:e) | Känn ingen sorg                                    | Wilda Wiholm                                                                      |
| 2013 (49:e) | Monica Z                                           | Josefin Åsberg                                                                    |
| 2014 (50:e) | En duva satt på en gren och funderade på tillvaron | Ulf Jonsson, Nicklas Nilsson, Sandra Parment, Isabel Sjöstrand och Julia Tegström |
| 2014 (50:e) | Gentlemen                                          | Linda Janson                                                                      |
| 2014 (50:e) | Tjuvarnas jul – Trollkarlens dotter                | Pelle Magnestam                                                                   |
| 2015 (51:a) | Tjuvheder                                          | Kajsa Severin                                                                     |
| 2015 (51:a) | Det borde finnas regler                            | Ulrika Fredriksson                                                                |
| 2015 (51:a) | En underbar jävla jul                              | Matilda Afzelius                                                                  |
| 2016 (52:a) | Flykten till framtiden                             | Liv Ask och Bengt Fröderberg                                                      |
| 2016 (52:a) | Den allvarsamma leken                              | Anna Asp                                                                          |
| 2016 (52:a) | Hundraettåringen som smet från notan och försvann  | Mikael Varhelyi                                                                   |
| 2017 (53:e) | The Nile Hilton Incident                           | Roger Rosenberg                                                                   |
| 2017 (53:e) | Borg                                               | Lina Nordqvist                                                                    |
| 2017 (53:e) | The Square                                         | Josefin Åsberg                                                                    |
| 2018 (54:e) | Ted – För kärlekens skull                          | Ulrika von Vegesack                                                               |
| 2018 (54:e) | Balkan Noir                                        | Emma Sofia Wahlberg                                                               |
| 2018 (54:e) | Unga Astrid                                        | Linda Janson                                                                      |
| 2019 (55:e) | Om det oändliga                                    | Anders Hellström, Frida Ekstrand Elmström och Nicklas Nilsson                     |
| 2019 (55:e) | Eld och lågor                                      | Peter Sparrow                                                                     |
| 2019 (55:e) | And then we danced                                 | Teo Baramidze                                                                     |
| 2019 (55:e) | Charter                                            | Sabine Hviid                                                                      |

### 2020-talet
| År          | Film                                   | Scenograf(er)                         |
| ----------- | -------------------------------------- | ------------------------------------- |
| 2020 (56:e) | Se upp för Jönssonligan                | Linda Janson och Charlotte Alfredsson |
| 2020 (56:e) | Charter                                | Sabine Hviid                          |
| 2020 (56:e) | Nelly Rapp – Monsteragent              | Christian Olander                     |
| 2021 (57:e) | Sagan om Karl-Bertil Jonssons julafton | Michael Higgins                       |
| 2021 (57:e) | Knackningar                            | Elle Furudahl                         |
| 2021 (57:e) | Pleasure                               | Paula Loos                            |
| 2022 (58:e) | Svart krabba                           | Linda Janson                          |
| 2022 (58:e) | Bränn alla mina brev                   | Josefin Åsberg                        |
| 2022 (58:e) | Triangle of Sadness                    | Josefin Åsberg                        |
| 2023 (59:e) | Paradiset brinner                      | Catharina Nyqvist Ehrnrooth           |
| 2023 (59:e) | Dogborn                                | Elle Furudahl                         |
| 2023 (59:e) | Hammarskjöld                           | Niels Sejer                           |
| 2024 (60:e) | Den svenska torpeden                   | Elle Furudahl                         |
| 2024 (60:e) | Düsseldorf, Skåne                      | Helga Bumsch                          |
| 2024 (60:e) | Passage                                | Roger Rosenberg                       |